# Paisaje protegido del Monte Timolan
El Paisaje Protegido del Monte Timolan es un área protegida que abarca el Monte Timolan y su paisaje forestal aledaño en la región de la península de Zamboanga en Mindanao, Filipinas. El parque posee un área de 1.994,79 hectáreas y una zona protegida de 695,39 hectáreas en los municipios de San Miguel, Guipos y Tigbao en la provincia de Zamboanga del Sur. Fue creado el 14 de agosto de 2000 mediante el Decreto de Proclamación n.º 354 emitido por el presidente Joseph Estrada. El parque fue establecido previamente por el gobierno provincial de Zamboanga del Sur como un parque provincial y un santuario para la vida salvaje conocido como el Parque Provincial de Zamboanga del Sur mediante el Decreto Provincia n.º 3 de 1992.